# Борино (община, Смолянская область)
Борино (болг. Община Борино) — община в Болгарии. Входит в состав Смолянской области. Население составляет 4553 человека (на 21.07.05 г.).

## Состав общины
В состав общины входят следующие населённые пункты:
1. Борино
2. Буйново
3. Кожари
4. Чала
5. Ягодина